# Wenn der Hahn kräht (film 1936)
Wenn der Hahn kräht è un film del 1936 diretto da Carl Froelich.

## Produzione
Il film fu prodotto dalla Carl Froelich-Film GmbH.

## Distribuzione
Distribuito dalla Europa-Filmverleih AG con il visto di censura B.41929 del 19 marzo 1936, il film fu presentato all'Ufa-Palast di Stettino il 23 marzo 1936.